# Hans Clarin
Hans Clarin (14 de septiembre de 1929 - 28 de agosto de 2005) fue un actor teatral, cinematográfico, televisivo y de voz de nacionalidad alemana. 

## Biografía

### Inicios
Su verdadero nombre era Hans Joachim Schmid, y nació en Wilhelmshaven, Alemania. Poco después de su nacimiento, la familia de Hans Clarin, cuyo padre era funcionario, se trasladó a Fráncfort del Meno. Se crio en esa ciudad, y estudió en el Musisches Gymnasium. Después vivió cerca de Ulm y, tras conseguir el título de enseñanza Abitur, estudió actuación en Múnich bajo la dirección de Ruth von Zerboni.
A partir de 1951 actuó en diferentes éxitos sobre el escenario del Bayerisches Staatsschauspiel de Múnich con el nombre artístico Clarin, que en 1971 fue reconocido como su apellido. En 1952 debutó en el cine con el papel principal del film Zwerg Nase. Desde entonces trabajó en numerosas producciones cinematográficas, y a partir de los años 1960 también para la televisión y para la radio.

### Trabajo como actor de voz
Para un gran público, en los años 1960 Clarin fue muy conocido por doblar a Edd Byrnes en la serie televisiva 77 Sunset Strip. Fue también conocido por dar voz a Pumuki en diferentes producciones radiofónicas y televisivas a lo largo de casi 40 años. Además, en 1980 fue narrador de la serie de animación polaco austriaca Die Mumins. También dio voz al personaje principal de la serie Hui-Buh – Das Schlossgespenst, así como a Asterix. Hans Clarin trabajó también en el episodio Gekaufte Spieler (55) de la serie radiofónica Die drei Fragezeichen. Así mismo, en el año 1969 fue en la serie Raumschiff UX3 antwortet nicht el Comandante Tex Terry.

### Actor
Clarin actuó en casi dos centenares de producciones televisivas y cinematográficas. Una de sus series más conocidas fue Weißblaue Geschichten, y Das Wirtshaus im Spessart (1957) una de sus mejores películas. En Max, der Taschendieb (1962) trabajó con Heinz Rühmann, y en la cinta Twenty-Four Hours to Kill (1965) coincidió con Lex Barker. Actuó también en dos películas sobre historias de Edgar Wallace, Das indische Tuch (1963) y Zimmer 13 (1964).
Hans Clarin actuó a menudo en películas infantiles. Además de filmes de cuentos de hadas como Zwerg Nase y de dar voz a Pumukl, en Pippi Langstrumpf fue Donner-Karlsson. En la década de 1970 Clarin también actuó en público ante un público infantil, y entre 1995 y 1999 fue Silvio Kirsch en la serie televisiva Pumuckl TV.
En la cinta Pepe, der Paukerschreck (1969), con Uschi Glas y Harald Juhnke, fue el Dr. Glücklich. También con Uschi Glas, pero en esta ocasión con Peter Kraus, actuó en Tierärztin Christine (1993). Acompañando a Dietmar Schönherr y Andreas Vitásek, actuó en Eine fast perfekte Scheidung (1997) y Ein fast perfekter Seitensprung (1996). En 1999 protagonizó Eine fast perfekte Hochzeit, cinta en la que actuó con Andreas Vitásek y Hildegard Knef. En Hochwürden wird Papa (2002) trabajó con Otto Schenk y Fritz Wepper. Finalmente, en 2003 actuó en Pumuckl und sein Zirkusabenteuer encarnando a Ferdinand Eder.

### Otras actividades
En los años 1960 actuó en comedias musicales y en la opereta Madame Pompadour, encarnando a Joseph junto a la cantante Ingeborg Hallstein. En 1994 hizo otro intento en el género musical, y junto a Maxie Renner, hija de Dagmar Frederic, obtuvo el octavo puesto del Grand Prix der Volksmusik con la canción Das Mädchen und der Clown. 
Por otra parte, en 1968 escribió el libro juvenil Paquito oder die Welt von unten, que fue adaptado a la televisión.

### Vida privada
Hans Clarin se casó tres veces y tuvo cinco hijos. En su primer matrimonio se casó con Irene Reiter, con la que tuvo tres hijas, la más joven de las cuales, Irene Clarin, es actriz teatral y televisiva, conocida sobre todo por su trabajo en la serie Pfarrerin Lenau (1991). Con su segunda esposa, Margarethe Freiin von Cramer-Klett (* 1944), Hans Clarin tuvo un hijo, Philipp, y una hija, Anna. Con Christa Maria Gräfin von Hardenberg, cuya madre pertenecía a la Casa de Fürstenberg, el actor se casó en 1995, viviendo en la propiedad Moserhof en Aschau, con más de 400 años de historia, y que había adquirido en 1974.
Hans Clarin falleció el 28 de agosto de 2005, a los 75 años de edad, en su casa en Aschau im Chiemgau, a causa de una insuficiencia cardiaca. Fue enterrado en el Cementerio de Aschau im Chiemgau. Una semana antes había estado frente a la cámara rodando el telefilm Der Bergpfarrer. Su último papel en el cine llegó con Hui Buh – Das Schlossgespenst.

## Filmografía (selección)

### Cine
- 1949 : Der Ruf
- 1952 : Zwerg Nase
- 1953 : Die goldene Gans
- 1953 : Musik bei Nacht
- 1954 : Geliebtes Fräulein Doktor
- 1954 : Feuerwerk
- 1954 : Karius und Baktus (voz de Baktus)
- 1955 : Oberarzt Dr. Solm
- 1958 : Das Wirtshaus im Spessart
- 1958 : Helden
- 1959 : Das schöne Abenteuer
- 1960 : Das Spukschloß im Spessart
- 1960 : Der Gauner und der liebe Gott
- 1960 : Lampenfieber
- 1962 : Max, der Taschendieb
- 1963 : Magnet Großstadt (narrador)
- 1963 : Das indische Tuch
- 1964 : Zimmer 13
- 1964 : Wartezimmer zum Jenseits
- 1964 : Los cien caballeros
- 1965 : Ein Ferienbett mit 100 PS
- 1965 : Twenty-Four Hours to Kill
- 1965 : Italienische Nacht
- 1968 : Engelchen oder Die Jungfrau von Bamberg
- 1969 : Eine Frau sucht Liebe
- 1969 : Die Lümmel von der ersten Bank – Pepe, der Paukerschreck
- 1969 : Pippi Langstrumpf
- 1977 : Die Jugendstreiche des Knaben Karl
- 1985 : Marie Ward – Zwischen Galgen und Glorie
- 1986 : Walhalla (actor de voz)
- 1986 : Geld oder Leber!
- 1991 : Lippels Traum
- 1993 : Immer Ärger mit Nicole
- 1994 : Pumuckl und der blaue Klabauter
- 1999 : Eine fast perfekte Hochzeit
- 2000 : Pinky und der Millionenmops
- 2003 : Pumuckl und sein Zirkusabenteuer
- 2006 : Hui Buh

### Televisión
- 1966 : Portrait eines Helden (telefilm)
- 1967 : Die Firma Hesselbach (serie TV, episodio 3x07)
- 1968 : Pippi Langstrump (serie TV, 9 episodios)
- 1969 : Christoph Kolumbus oder Die Entdeckung Amerikas (telefilm)
- 1970 : Mensch bleiben, sagt Tegtmeier (serie TV, 4 episodios)
- 1971 : Narrenspiegel (telefilm)
- 1972 : Unter anderem Ehebruch (telefilm)
- 1972 : Graf Luckner (serie TV, episodio 1x06)
- 1976–1980 : Vater Seidl und sein Sohn (serie TV, 6 episodios)
- 1977–1982 : Die Mumins (serie TV, 78 episodios como narrador)
- 1978 : Vorsicht, frisch gewachst! (serie TV, 13 episodios)
- 1979 : Das verräterische Herz (telefilm)
- 1982–1989 : Meister Eder und sein Pumuckl (serie TV, 52 episodios)
- 1982 : Das Traumschiff (serie TV), episodio Cayman Islands
- 1983 : Der Weg ins Freie (telefilm)
- 1983 : Der Paragraphenwirt (serie TV, 13 episodios)
- 1983 : Mandara (5 episodios)
- 1984 : Ein Fall für zwei (serie TV, episodio 4x04)
- 1984–1998 : Weißblaue Geschichten (serie TV, 9 episodios)
- 1985 : Der kleine Riese (telefilm)
- 1985 : Oliver Maass (serie TV, 3 episodios)
- 1985 : Polizeiinspektion 1 (serie TV, episodio 8x03)
- 1986 : Das Geheimnis von Lismore Castle (telefilm)
- 1987 : Hexenschuss (telefilm)
- 1987 : Tatort (serie TV), episodio Die Macht des Schicksals
- 1987–1988 : Fest im Sattel (serie TV)
- 1988 : Tagebuch für einen Mörder (telefilm)
- 1988 : Trouble im Penthouse (telefilm)
- 1988 : Der Alte (serie TV, episodio 12x09)
- 1988 : Der Millionenbauer (serie TV, episodio 2x03)
- 1988 : Tatort, episodio Die Brüder
- 1989 : Der Landarzt (serie TV, episodio 2x13)
- 1989 : Drunter und drüber (telefilm)
- 1989 : Der Bettler vom Kurfürstendamm (telefilm)
- 1989 : Heidi und Erni (serie TV, episodio 1x12)
- 1989 : Die schnelle Gerdi (serie TV, episodio 1x03)
- 1989 : Zwei Münchner in Hamburg (serie TV, episodio 1x11)
- 1989 : Rivalen der Rennbahn (serie TV, episodios 1x02 y 1x03)
- 1990 : Ein Heim für Tiere (serie TV, episodio 6x10)
- 1990 : Ein Schloß am Wörthersee (serie TV, episodio 1x03)
- 1991 : Der Unschuldsengel (telefilm)
- 1991 : Insel der Träume (serie TV, episodio 1x05)
- 1992–1995 : Chiemgauer Volkstheater (serie TV, 4 episodios)
- 1995 : Die drei Eisbären (telefilm)
- 1992 : Diese Drombuschs (serie TV, 5 episodios)
- 1993 : Hochwürden erbt das Paradies (telefilm)
- 1994–1998 : Peter und Paul (serie TV, 14 episodios)
- 1996 : Hochwürdens Ärger mit dem Paradies (telefilm)
- 1998 : Unser Charly (serie TV, episodio 3x10)
- 1999 : Pumuckls Abenteuer (serie TV, 13 episodios)
- 1999 : Der Komödienstadel (serie TV), episodio Der Zigeunersimmerl
- 2000 : Der Bestseller (telefilm)
- 2000 : Weißblaue Geschichten (telefilm)
- 2000 : Polt muss weinen (telefilm)
- 2000 : Chiemgauer Volkstheater (serie TV), episodio Glück auf der Alm
- 2002 : Hochwürden wird Papa (telefilm)
- 2004 : Der Bergpfarrer (telefilm)
- 2004 : Rosamunde Pilcher (serie TV), episodio Solange es dich gibt
- 2004–2005 : Zwei am großen See (serie TV, 3 episodios)
- 2005 : Der Bergpfarrer – Heimweh nach Hohenau (telefilm)
- 2005 : In aller Freundschaft (serie TV, episodio 8x05)

## Teatro (selección)
- 1949 : Zum goldenen Anker, Münchner Kammerspiele
- 1949 : Endstation Sehnsucht, Münchner Kammerspiele
- 1950 : Weh dem’, der lügt, Residenztheater München
- 1952 : Polizeirevier 21, Münchner Kammerspiele
- 1952 : Peter Pan, Residenztheater München
- 1952 : Die Schneekönigin, Residenztheater München
- 1953 : Scherz, Satire, Ironie und tiefere Bedeutung, Residenztheater München
- 1953 : Juno und der Pfau, Residenztheater München
- 1953 : Der Geizige, Residenztheater München
- 1953 : Die Soldaten, Residenztheater München
- 1953 : Fuhrmann Henschel, Residenztheater München
- 1953 : Die Räuber, Residenztheater München
- 1954 : Süden, Residenztheater München
- 1954 : Ein Sommernachtstraum, Residenztheater München
- 1954 : Götz v. Berlichingen, Residenztheater München
- 1954 : Julius Cäsar, Residenztheater München
- 1955 : Die Heiratskomödie, Residenztheater München
- 1955 : Tartuffe, Residenztheater München
- 1956 : Heinrich IV, Residenztheater München
- 1956 : Ball der Diebe, Residenztheater München
- 1956 : Faust I, Residenztheater München
- 1956 : Das Cafehaus, Residenztheater München
- 1957 : Diener zweier Herren, Residenztheater München
- 1957 : Ostern, Residenztheater München
- 1957 : Die Geschichte von Vasco, Residenztheater München
- 1958 : Androklus und der Löwe, Residenztheater München
- 1959 : Dame Kobold, Cuvilliestheater München
- 1959 : George Dandin, Residenztheater München
- 1959 : Die portugalesisache Schlacht, Residenztheater München
- 1960 : Die kluge Närrin, Residenztheater München
- 1960 : Die Nashörner, Residenztheater München
- 1960 : Volpone, Cuvilliestheater München
- 1960 : Man kann nie wissen, Residenztheater München
- 1961 : Michael Kramer, Residenztheater München
- 1961 : Das Ei, Kleine Freiheit München
- 1964 : Das Spiel von Liebe und Zufall, Münchner Kammerspiele/gira
- 1965 : Ein Eremit wird entdeckt, Berlín
- 1965 : Der Florentinerhut, Münchner Kammerspiele
- 1966 : Die Messerköpfe, Theater an der Leopoldstraße München
- 1967 : Charley's Tante, Deutsches Theater München
- 1967 : Reise um die Erde in 80 Tagen, Residenztheater München
- 1968 : Was macht die Welt, Monsieur? Sie dreht sich, Monsieur, gira
- 1968 : Oberon, Bayerische Staatsoper
- 1968 : Die schwarze Komödie, Münchner Kammerspiele
- 1968 : Ein seltsames Paar, Kleine Komödie München
- 1969 : Wojzeck/Leonce und Lena, Ruhrfestspiele/Recklinghausen
- 1969 : Die Geschichte vom Soldaten, Brunnenhof München
- 1970 : August, August, August, Landestheater Hannover, gira
- 1972 : Dame Kobold, Landestheater Hannover, gira
- 1972 : Macbett, gira
- 1983 : Jedermann, Festival de Salzburgo
- 1988 : Der Damenkrieg, Komödie im Bayerischen Hof München
- 1988 : Chicago, Deutsches Theater München / Berlín
- 1993 : Heute weder Hamlet, Komödie im Bayerischen Hof München

## Radio y audiolibros (selección)
- 1954 : Leonhard Frank: Die Ursache, dirección de Walter Ohm
- 1961 : Georges Simenon: Maigret und die Bohnenstange, adaptación de Gert Westphal, dirección de Heinz-Günter Stamm
- 1963 : Simplicius Simplicissimus Teutsch, dirección de Ludwig Cremer, adaptación de Bastian Müller

## Premios
- 1961 : Nombrado Staatsschauspieler del Estado de Baviera
- 1988 : Título Fumador de Pipa del Año
- 1994 : Orden del Mérito de la República Federal de Alemania
- 1994 : Medalla PRO MERITIS del Ministerio de Cultura de Baviera
- 1996 : Premio de Cultura Oberbayerischer Kulturpreis de la Alta Baviera
- 1997 : Orden del Mérito de Baviera

## Autobiografía
- Junto con Manfred Glück: Durchgeblättert. Autobiographie. Knaus, Berlín 1995, ISBN 3-8135-4005-7